# Place Roger-Priou-Valjean
La place Roger-Priou-Valjean est une voie située dans le quartier Saint-Gervais du 4e arrondissement de Paris.

## Situation et accès
La place Roger-Priou-Valjean est desservie à proximité par la ligne 7 à la station Pont Marie.

## Origine du nom

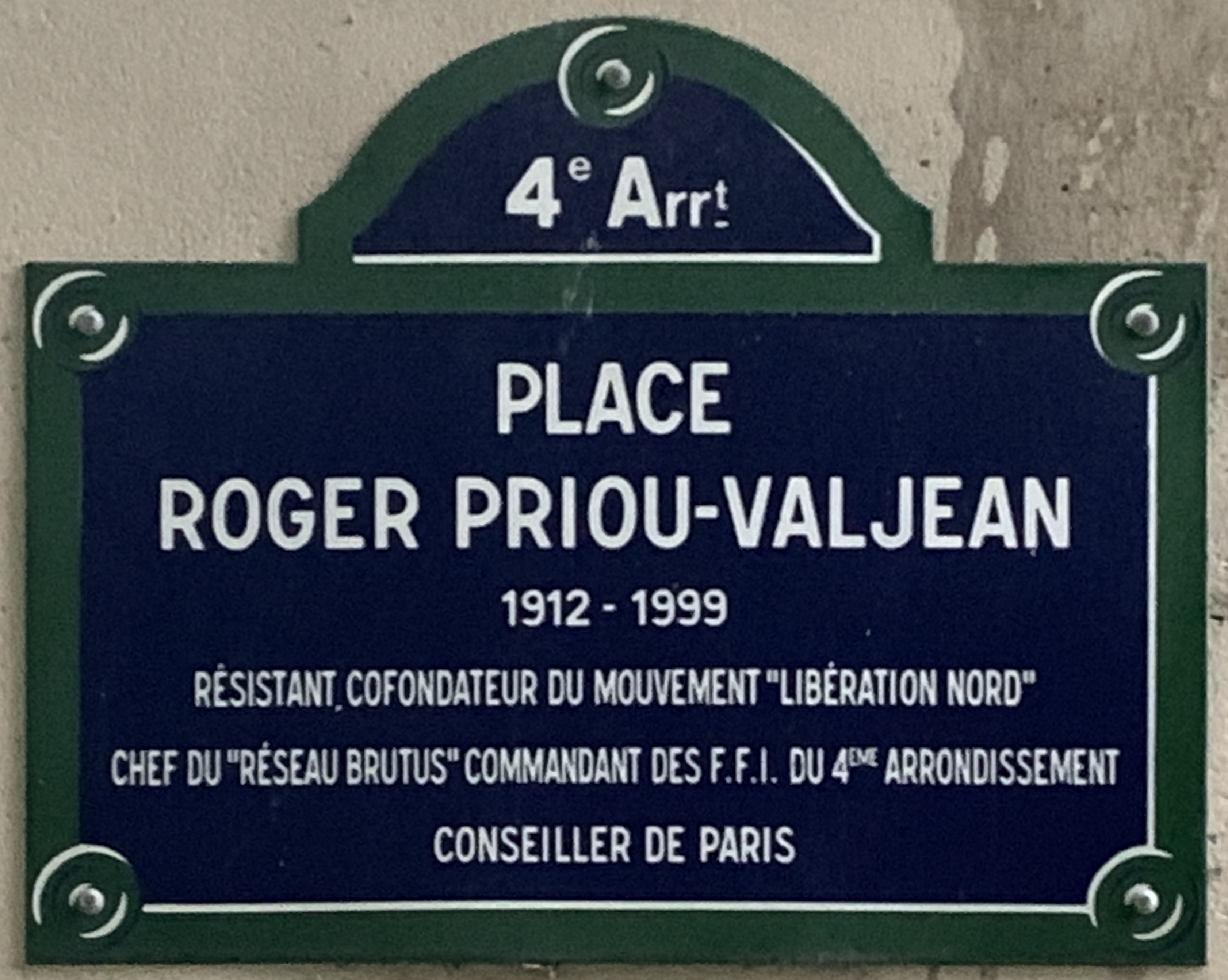
Plaque de la place.

Cette place porte le nom du résistant et conseiller municipal Roger Priou-Valjean (1912-1999).

## Historique
La place, créée en 2003 sur un espace alors intégré à la rue du Figuier, prend son nom actuel la même année.

## Bâtiments remarquables et lieux de mémoire
- L'hôtel de Sens et la bibliothèque Forney.
- L'arrière du lycée Charlemagne.
- Le jardin Roger-Priou-Valjean.